# Nadelhorn
El Nadelhorn ("Pico Nadel", 4.327 m) es una montaña suiza en los Alpes Peninos. Se encuentra en el macizo del Mischabel. Se encuentra en el suizo Cantón del Valais entre el Mattertal y el Saastal.

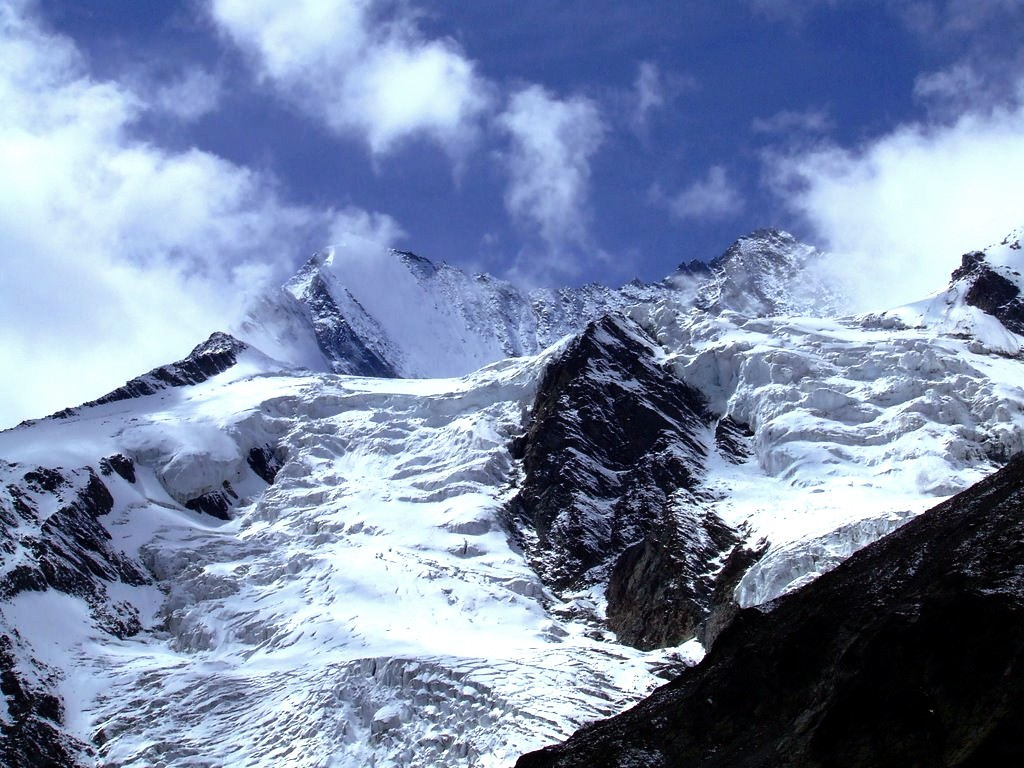
Lenzspitze y Nadelhorn.

Se encuentra a lo largo de la Arista Nadel (Nadelgrat), crestería que desde la Lenzspitze, yendo hacia el norte y pasando por cinco cuatromiles, conduce al Dürrenhorn y constituye su cima más elevada.
La primera ascensión a la cima la realizaron el 16 de septiembre de 1858 Franz Andenmatten, Baptiste Epiney, Aloys Supersaxo y J. Zimmermann. La vía normal de salida a la cima se desarrolla a lo largo de la cresta noreste y parte de la cabaña Mischabel (Mischabelhütte), a 3.329 m s. n. m.
Según la clasificación SOIUSA, el Nadelhorn pertenece:
- Gran parte: Alpes occidentales
- Gran sector: Alpes del noroeste
- Sección: Alpes Peninos
- Subsección: Alpes del Mischabel y del Weissmies
- Supergrupo: Macizo del Mischabel
- Grupo: Cadena del Mischabel
- Código: I/B-9.V-A.2